# NGC 7320
NGC 7320 je spirální galaxie v souhvězdí Pegase vzdálená od Země přibližně 47 milionů světelných let. Objevil ji Édouard Jean-Marie Stephan v roce 1876.
Spolu s dalšími čtyřmi galaxiemi tvoří Stephanův kvintet, ale ve skutečnosti nepatří do jejich skupiny galaxií, protože ta leží ve vzdálenosti kolem 300 milionů světelných let od Země a NGC 7320 se na ně z našeho pohledu pouze promítá.

## Pozorování
NGC 7320 se na obloze nachází v severní části souhvězdí, 4° severozápadně od hvězdy Matar (η Peg) s magnitudou 2,9. 0,5° severovýchodně od ní se nachází jasná galaxie NGC 7331, která je nejjasnějším členem skupiny galaxií NGC 7331, do které patří i NGC 7320.